# Studia humanitatis
Термин studia humanitatis (лат. — «изучение человеческого») использовался итальянскими гуманистами с XIV века для обозначения светской литературной и научной деятельности (в области грамматики, риторики, поэзии, истории, моральной философии и антиковедных исследований), которую гуманисты считали по существу классическими гуманитарными исследованиями, а не богословскими гуманитарными науками, то есть теми областями знаний, которые касаются людей и их культуры или аналитических и критических методов исследования, основанных на понимании человеческих ценностей и уникальной способности человеческого духа к самовыражению.
"Преимущества «знаний человеческого» (studia humanitatis)   в том, что их источник — принципы, изначально заложенные в разуме самих людей и отражающие божественные законы, истинные и неизменные. Естественные же науки черпают представления из эксперимента, ненадежного и чреватого ложными выводами".
Гуманитарные науки включали изучение всех языков и литератур, искусства, истории и философии. Преподавание гуманитарных наук во многих колледжах и университетах было организовано как школа или административное подразделение.